# 鋼鐵司令官
鋼鐵司令官（又稱鋼鐵隊長）是美國DC漫畫出版的三個漫畫超級英雄的名字，他們都是同一個家族的成員。 最早的鋼鐵出現在《鋼鐵》（The Indestructible Man＃1，1978年）中，由格里·康威（Gerry Conway）和唐·赫克（Don Heck）創作 。他的故事出現於第二次世界大戰，後兩個使用者稱號鋼鐵或鋼鐵公民是他的孫子。

## 其他媒體

### 真人
影視版本較知名的是綠箭宇宙的內特·海伍德（Nate Heywood） / 鋼鐵 Steel，從《明日傳奇》第二季開始出現，由尼克·贊諾飾演，而Nate透過時間旅行見到他的祖父 亨利·海伍德Henry Heywood / 鋼鐵司令官Commander Steel，由馬修·麥卡爾（Matthew MacCaull）飾演。內特的父親漢克·海伍德（Hank Heywood），由湯姆·威爾遜（Tom Wilson）飾演。

### 動畫
- 漢克·海伍德三世（Hank Heywood III）多次出現正義聯盟無限系列的鋼鐵司令官。他由凱文·康羅伊（Kevin Conroy）配音。發行了一個與角色相似的美泰可動人偶（大概是“指揮官”斯蒂爾，以將他與知名度更高的最新版本的斯蒂爾區別開來，該版本已經在玩具線上了）。在系列大結局情節“毀滅者”中，他以與美國隊長（與司令鋼鐵有相似之處）的盾牌為盾牌，向鷹女投擲了盾牌，以免鷹女被殺。同樣在《毀滅者》中，他和蓋里·康威（Gerry Conway）創立的底特律正義聯盟，由"震波 (漫畫)、雌狐和吉普賽 (漫畫)組成在地鐵塔樓上奔跑[2]。
- 在《蝙蝠俠：勇敢與大膽》情節“無力”中，他被稱為Aquaman唱起了他的英雄主義激昂的歌曲，他作為司令鋼鐵而出現，是英雄之一。

### 玩具
- 最初的鋼鐵司令官，亨利·海伍德，是DC Universe Classics系列的第八次浪潮中發布的第一個人物。
- 鋼鐵司令官透過美泰正義聯盟無限線發布，與超人，緋紅色福克斯，B'Wanna Beast，Deadman和Vibe一起裝成六支裝。

## 資料來源
1. ↑  McAvennie, Michael; Dolan, Hannah, ed. . . Dorling Kindersley. 2010: 177. ISBN 978-0-7566-6742-9. Thanks to scripter Gerry Conway and artist Don Heck, the red, white, and blue shone like never before - on the steel-alloyed suit of the World War II cyborg, Steel.
2. ↑  . Youtube.com.   [2011-01-15]. （原始内容存档于2017-02-19）.